# サーブ 91 サフィール
サーブ 91 サフィール
サーブ 91 サフィール
- 設計者：アンデシュ・J・アンデション
- 製造者：SAAB
- 運用者：スウェーデン空軍、フィンランド空軍
- 初飛行：1945年12月20日
- 生産数：323機

サーブ 91 サフィール（Saab 91 Safir）は、スウェーデンのスベンスカ航空機株式会社（Svenska Aeroplan Aktiebolaget、SAAB）で製造された3座（91A, B, B-2）と4座（91C, D）の練習機である。 リンシェーピングのSAABで202機、オランダのドルトレヒトにあるデ・シェルデ社（De Schelde）で120機が生産された。

## 設計と開発
1945年12月20日に初飛行したサーブ 91は、以前ビュッカー社に勤務していたアンデシュ・J・アンデションが設計した全金属製の機体である。アンデションはビュッカー社で全木製のBü 181 ベストマンを設計していたため、サーブ 91はそのコンセプトの多くをベストマンと共有していた。
サーブ 91 Aは125 hpの4気筒エンジン デ・ハビランド ジプシー・メジャー 2cか145 hpのジプシー・メジャー 10を搭載していた。91B、B-2とCは190 hp の6気筒エンジン ライカミング O-145、91Dは180 hp の4気筒エンジン ライカミング O-360-A1Aを搭載していた。
サーブ 91は後にサーブ 29 トゥンナンジェット戦闘機に使用される新しい後退翼の低速テスト用のプラットフォームとして使用された。

## 運用の歴史

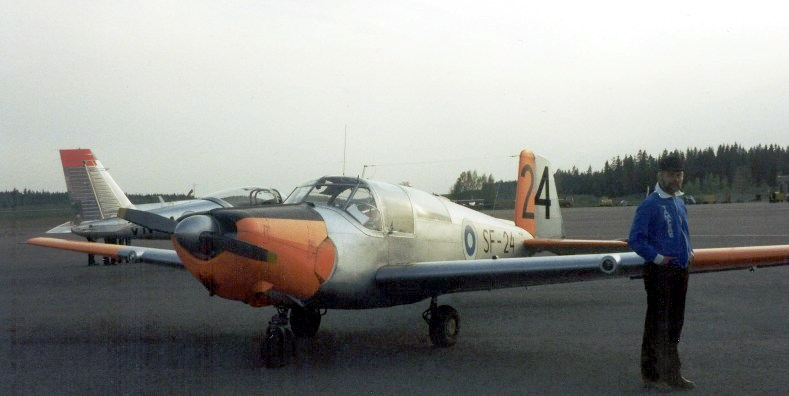
フィンランドのサーブ 91 サフィール

サーブ 91は5つの派生型（A, B, B-2, CとD）で合計323機が製造された。スウェーデン空軍、ノルウェー空軍、フィンランド空軍、オーストリア空軍、チュニジア空軍、エチオピア空軍で練習機として使用された。日本でも、ガデリウス商会が日本総代理店となり91Bが航空自衛隊の初等練習機として提案された。だが、初等練習機にはT-34が選定されたため、1機のみ防衛庁技術研究本部が購入し、STOL機研究のプラットフォームX1Gとして使用された。
民間での主要なユーザーはエールフランス、ルフトハンザドイツ航空とオランダ、フローニンゲン近郊のエールデにある飛行学校（Rijksluchtvaartschool、RLS）で使用された。
サーブ 29の開発中に初期のサーブ 91の試作機にサーブ 29の後退翼の縮小版が取り付けられ、この機体は「サーブ 201 実験機」と命名された。同じ機体が後にサーブ 32 ランセン用に設計された主翼を取り付けられ、「サーブ 202」と命名された。

## 運用

### 軍事運用
オーストリア
- オーストリア空軍

 エチオピア
- エチオピア空軍

 フィンランド
- フィンランド空軍
- フィンランド国境警備隊

 日本
- 技術研究本部

 ノルウェー
- ノルウェー空軍

 スウェーデン
- スウェーデン空軍

 チュニジア
- チュニジア空軍

### 民間運用
オーストラリア
 フランス
- エールフランス

 ドイツ
- ルフトハンザドイツ航空

 パラグアイ

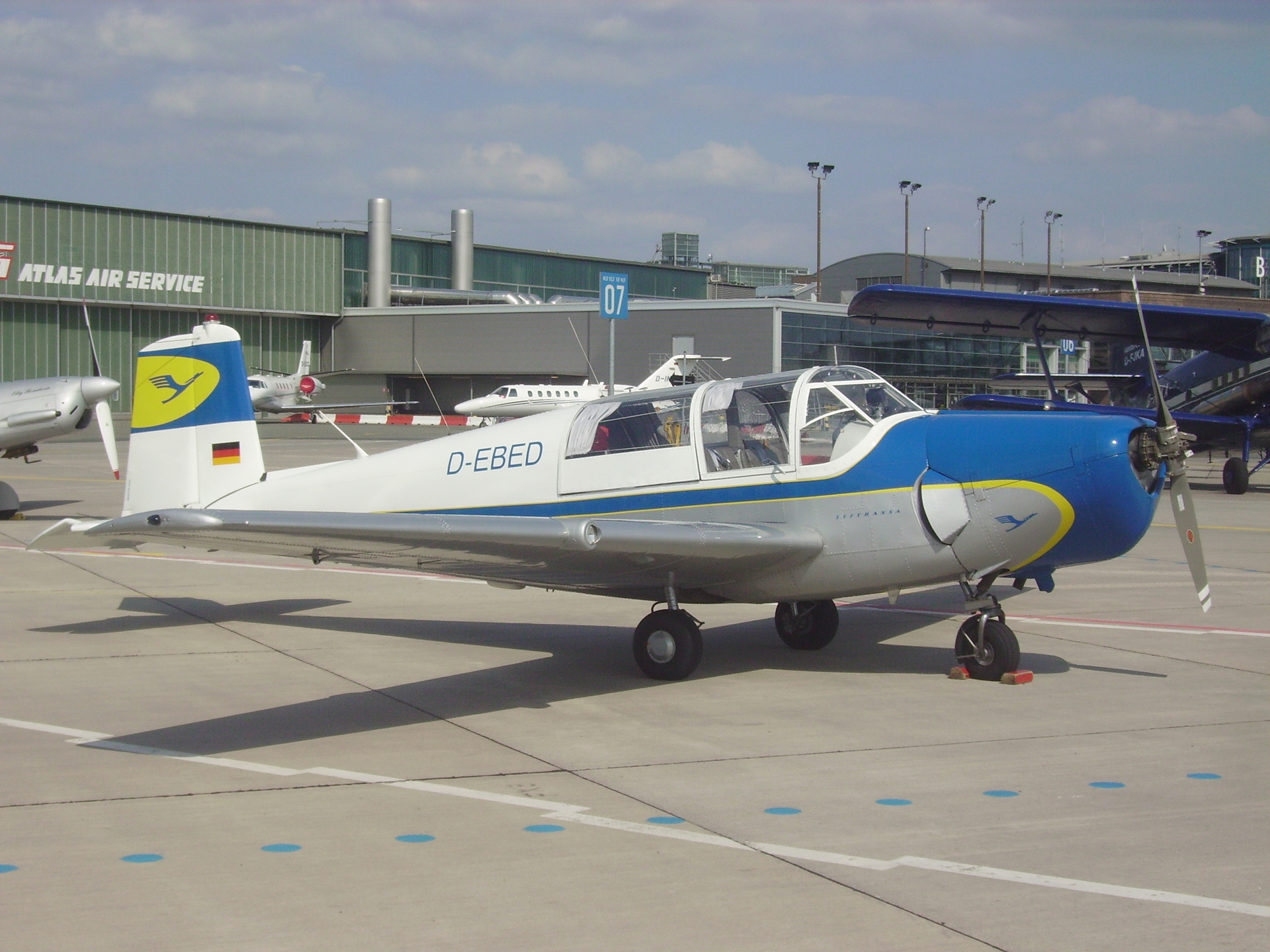
元ルフトハンザドイツ航空の訓練機のサーブ 91 サフィール

- パラグアイ飛行クラブ（Paraguayan Aeroclub）

## 要目
(91A)Safir in the Air
- 乗員：1名
- 搭乗可能員数：2名
- 全長：7.80 m (25 ft 7 in)
- 全幅：10.60 m (34 ft 9 in)
- 全高：2.20 m (7 ft 3 in)
- 翼面積：13.6 m² (146 sq ft)
- 最大離陸重量：1,000 kg (2,200 lb)
- エンジン：1 × デ・ハビランド ジプシー・メジャー X 4気筒 空冷エンジン、145 hp (108 kW)
- 最高速度：264 km/h (143 knots, 164 mph)
- 巡航速度：235 km/h (127 knots, 146 mph) (econ cruise)
- 失速速度：85 km/h (46 knots, 53 mph)
- 巡航高度：4,600 m (15,100 ft)
- 航続距離：942 km (509 nmi, 585 mi)
- 上昇率：5.3 m/s (1,050 ft/min)